# گروه هولسیم
لافارژ هولسیم (انگلیسی: LafargeHolcim) شرکت مصالح ساختمانی سوئیسی است، که در زمینه تولید سیمان، سنگدانه و بتن فعالیت می‌کند.